# St. Marien (Halle)

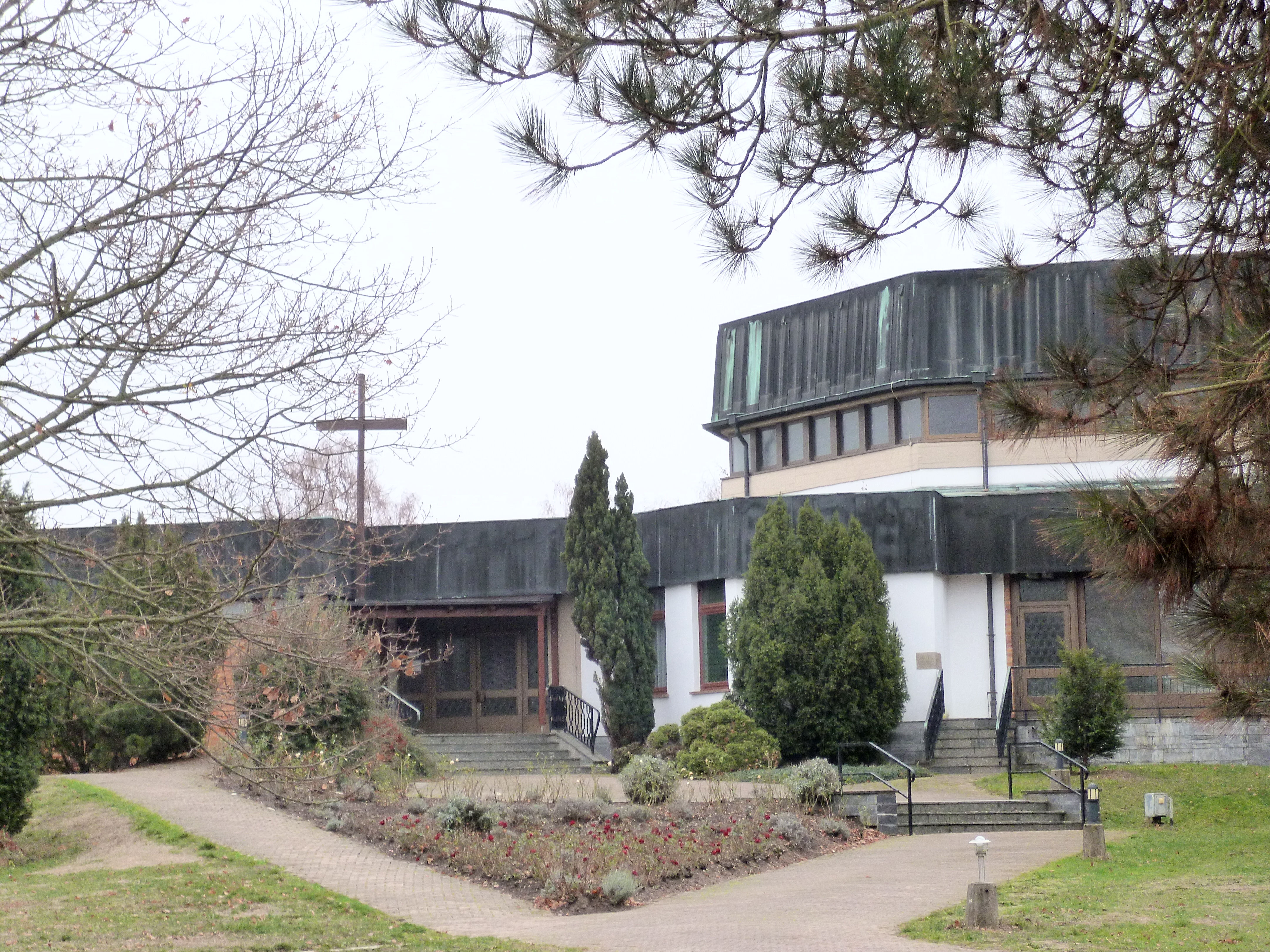
Ansicht mit Gemeindehaus von der Brauhausstraße

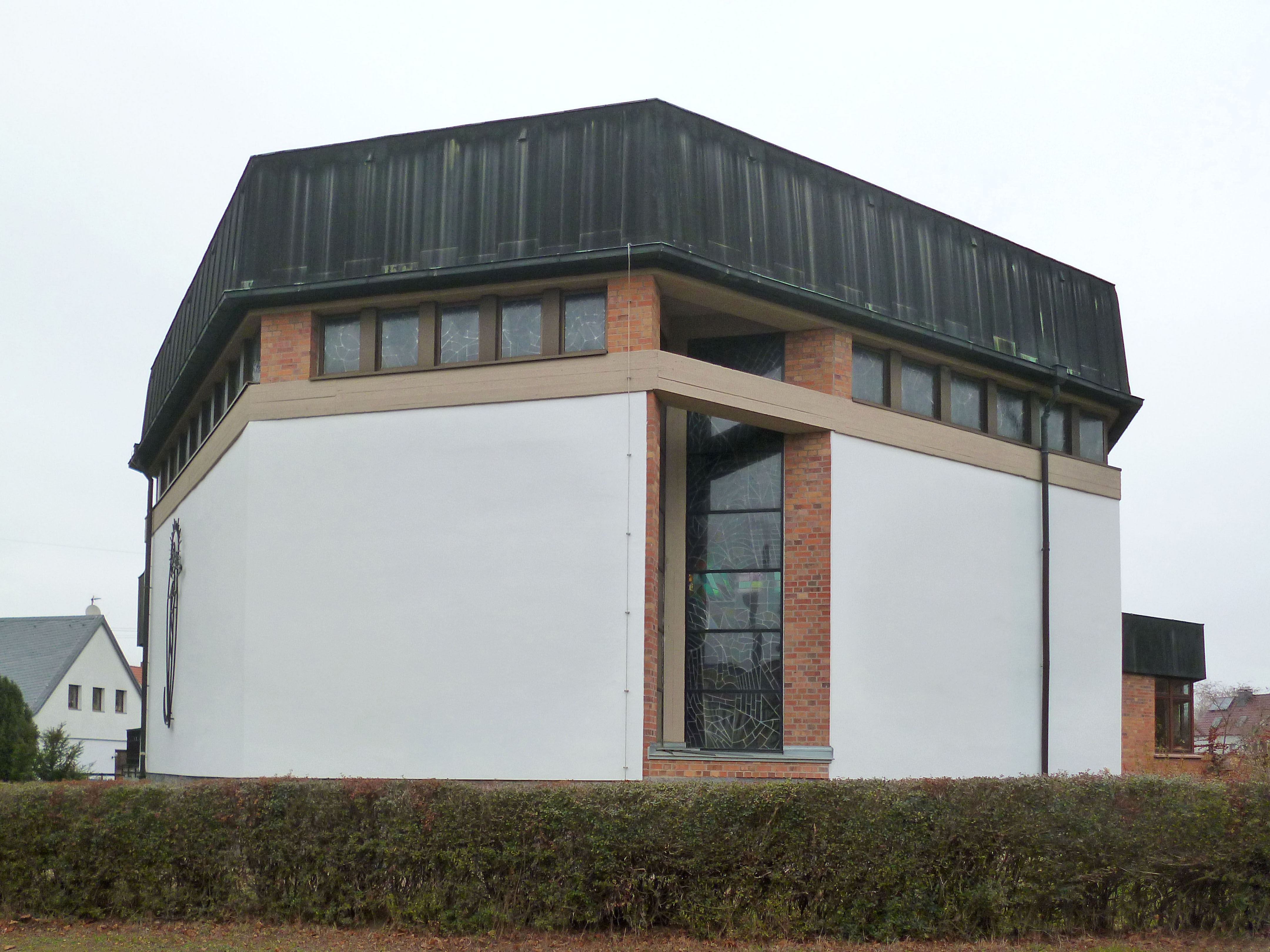
Ansicht von der Ellernstraße

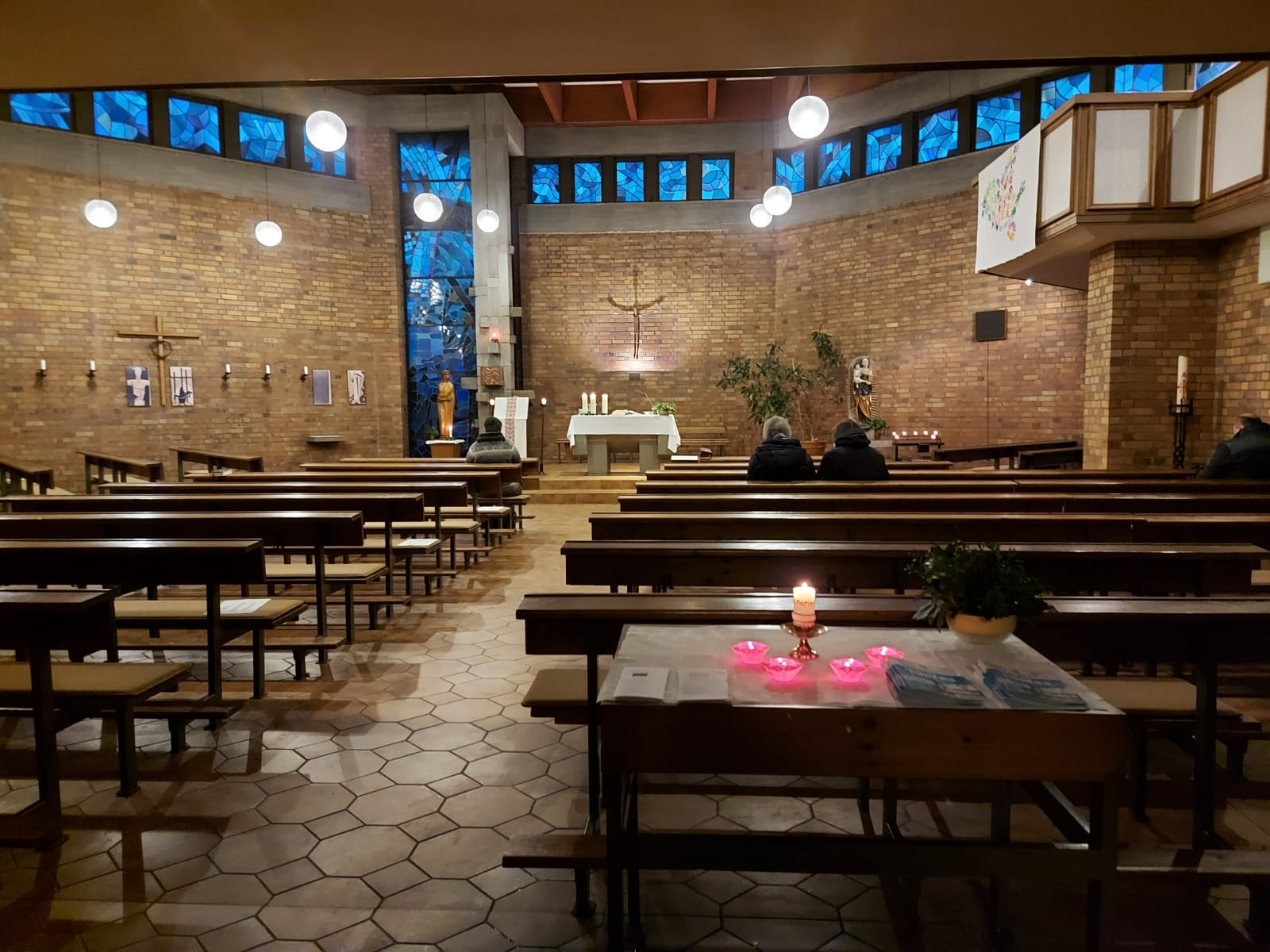
Innenansicht von St. Marien

Die Kirche Sankt Marien ist eine katholische Kirche in Ammendorf, einem früher selbständigen Ort und heutigen Stadtteil im Süden von Halle (Saale) in Sachsen-Anhalt. Die Kirchgemeinde gehört zur Pfarrei St. Franziskus, die ihren Sitz an der Kirche Zur Heiligsten Dreieinigkeit in der Lauchstädter Straße im Stadtviertel Lutherplatz/Thüringer Bahnhof hat und zum Dekanat Halle des Bistums Magdeburg gehört.

## Geschichte
Durch die im Jahre 1542 in Ammendorf eingeführte Reformation wurden die Bevölkerung und die St.-Katharinen-Kirche von Ammendorf, das damals zum Erzbistum Magdeburg gehörte, protestantisch.
Von Mitte des 19. Jahrhunderts an kamen im Zuge der Industrialisierung zahlreiche katholische Zuwanderer aus dem Eichsfeld, Schlesien und Polen in die Gegend um Ammendorf. Zunächst gehörten sie zur Pfarrei Halle (Saale) in der Innenstadt von Halle.
1901 wurde eine katholische Kirche in Radewell auf dem Grundstück Siebenhufenstraße 2 (heute Alfred-Reinhardt-Straße) an der Grenze zu Ammendorf errichtet. Die in einer ehemaligen Fabrikhalle eingerichtete, am 27. Mai 1901 geweihte Kirche trug das Patrozinium Maria von der immerwährenden Hilfe. Zum Einzugsgebiet der Kirche gehörten damals neben Radewell auch Ammendorf, Beesen, Burg, Burgliebenau, Döllnitz, Lochau, Osendorf und Planena. Auch die Katholiken in Schkeuditz, wo es 1904 zum Bau einer eigenen Kirche kam, gehörten zunächst zur Kirche in Radewell.
Am 14. August 1903 wurde Kaplan August May als Seelsorger für die Katholiken im Gebiet von Ammendorf und Schkeuditz mit Sitz in Radewell ernannt. Damit wurde die katholische Kirchengemeinde Ammendorf-Radewell begründet, sie gehörte zunächst zur Pfarrei St. Franziskus und Elisabeth in Halle. 1907 wurde May nach Halle-Süd versetzt, von wo er die Radeweller Kirche weiter betreute, und Schkeuditz bekam einen eigenen Priester.
Die Kirchengemeinde wurde am 1. Januar 1918 zur Pfarrvikarie Ammendorf-Radewell, sie hatte inzwischen wieder eigene Geistliche.
Am 1. August 1925 wurde im ebenfalls auf dem Grundstück Siebenhufenstraße 2 stehenden Pastorat eine einklassige katholische Schule eröffnet. Bereits am 1. August 1926 folgte Am Hohen Holz durch Dechant Winkelmann aus Halle die Einweihung eines neuen Schulgebäudes, das über zwei Klassenräume verfügte.
Das Preußenkonkordat vom 14. April 1929, durch die Bulle Pastoralis officii nostri vom 13. August 1930 in Vollzug gesetzt, errichtete die Mitteldeutsche Kirchenprovinz. Infolgedessen kam der vom Geistlichen Gericht Erfurt abgetrennte Regierungsbezirk Merseburg mit den Dekanaten Eisleben, Halle/Saale und Wittenberg an das nunmehrige Erzbischöfliche Kommissariat Magdeburg. Zur Pfarrei Halle/Saale im Dekanat Halle/Saale gehörte damals auch die Filialkirchengemeinde (Pfarrvikarie) Ammendorf.
Im Nationalsozialismus wurde die katholische Schule seitens der staatlichen Machthaber im Oktober 1939 aufgelöst. Damals gehörte die Pfarrvikarie Ammendorf, ebenso wie ihre weitaus größere Nachbargemeinde Halle-Süd, zur St.-Elisabeth-Pfarrei in Halle und hatte rund 800 Mitglieder.
Nachdem sich im Zuge der Flucht und Vertreibung Deutscher aus Mittel- und Osteuropa 1945–1950 auch in Ammendorf und den umliegenden Ortschaften weitere Katholiken niedergelassen hatten, vergrößerte sich die Pfarrvikarie durch Flüchtlinge und Heimatvertriebene bis Ende 1946 auf rund 4.000 Mitglieder. Von 1947 an war Gerhard Wagner (1913–2006), der selbst aus Breslau in Schlesien vertrieben wurde, Verwalter der Pfarrvikarie Ammendorf und Seelsorger der gewachsenen Kirchengemeinde, bis er 1954 an die St.-Johannes-Baptist-Kirche nach Harzgerode wechselte. Sein Nachfolger war Franz Muschol, der bis 1979 als Seelsorger in Ammendorf blieb.
Am 1. Juli 1950 wurde die Stadt Ammendorf nach Halle eingemeindet, am 1. Juni 1957 wurde die Pfarrvikarie zur selbständigen Pfarrei St. Marien erhoben.
In den Jahren ab 1979 errichtete man im Süden der Stadt Halle die von  Plattenbauten geprägte Großwohnsiedlung Silberhöhe, die insbesondere den Wohnbedarf der Beschäftigten der umliegenden Großbetriebe, wie der Leuna- und Buna-Werke, decken sollte und westlich bis an den Stadtteil Ammendorf reichte.
Aus diesem Grund plante die katholische Kirche die Errichtung eines neuen Gemeindezentrums in der Nähe des Neubaugebietes. 1980 wurde das Grundstück Brauhausstraße 10 erworben, das nur etwas mehr als einen Kilometer von der alten St.-Marien-Kirche entfernt lag. Von 1980 bis 1982 wurde zunächst das Pfarrhaus errichtet. In unmittelbarer Nähe davon erfolgte in den Jahren 1982 bis 1984 der Bau der neuen St.-Marien-Kirche mit angrenzendem Gemeindezentrum, die am 13. Mai 1984 durch Bischof Johannes Braun, Apostolischer Administrator des Erzbischöflichen Kommissariats Magdeburg, geweiht wurde. Die frühere Pfarrkirche in der Alfred-Reinhardt-Straße 8 wurde mit der Weihe des Neubaus in St. Hedwig umbenannt.
Zur Zeit der Wende in der DDR gehörten zur Kirchengemeinde Ammendorf rund 1.200 Katholiken, bis 2004 war ihre Zahl auf 740 abgesunken. Viele Gemeindemitglieder zogen aufgrund der dortigen Arbeitsplätze nach Westdeutschland.
In der St.-Hedwig-Kirche an der Alfred-Reinhardt-Straße wurden noch bis 2005 Gottesdienste gefeiert. Am 16. Oktober 2005 fanden in ihr der letzte katholische Gottesdienst und die Profanierung der Kirche statt, im Anschluss daran wurde das Allerheiligste sowie die St.-Hedwig-Statue in einer feierlichen Prozession zur St.-Marien-Kirche in die Brauhausstraße getragen.
Im Jahre 2006 erwarb die Armenische Gemeinde das Kirchengebäude und weihte es 2010 als armenische Auferstehungskirche „Surp Harutyun“ wieder ein.
Am 1. März 2006 wurde der Gemeindeverbund Halle Süd (Dreieinigkeit – St. Marien – Gröbers) errichtet, in dem die St.-Marien-Kirche in Halle, die Kirche Zur Heiligsten Dreieinigkeit in Halle und St.-Marien-Kirche in Gröbers zusammengeschlossen wurden. Am 1. Oktober 2006 kam noch die St.-Albanus-Kirche in Schkeuditz hinzu. Damals gehörten rund 650 Katholiken zur Pfarrei St. Marien.
Um 2010 entstand aus dem Gemeindeverbund die heutige Pfarrei St. Franziskus in Halle, die Ammendorfer Pfarrei St. Marien wurde in diesem Zusammenhang aufgelöst.

## Architektur und Ausstattung

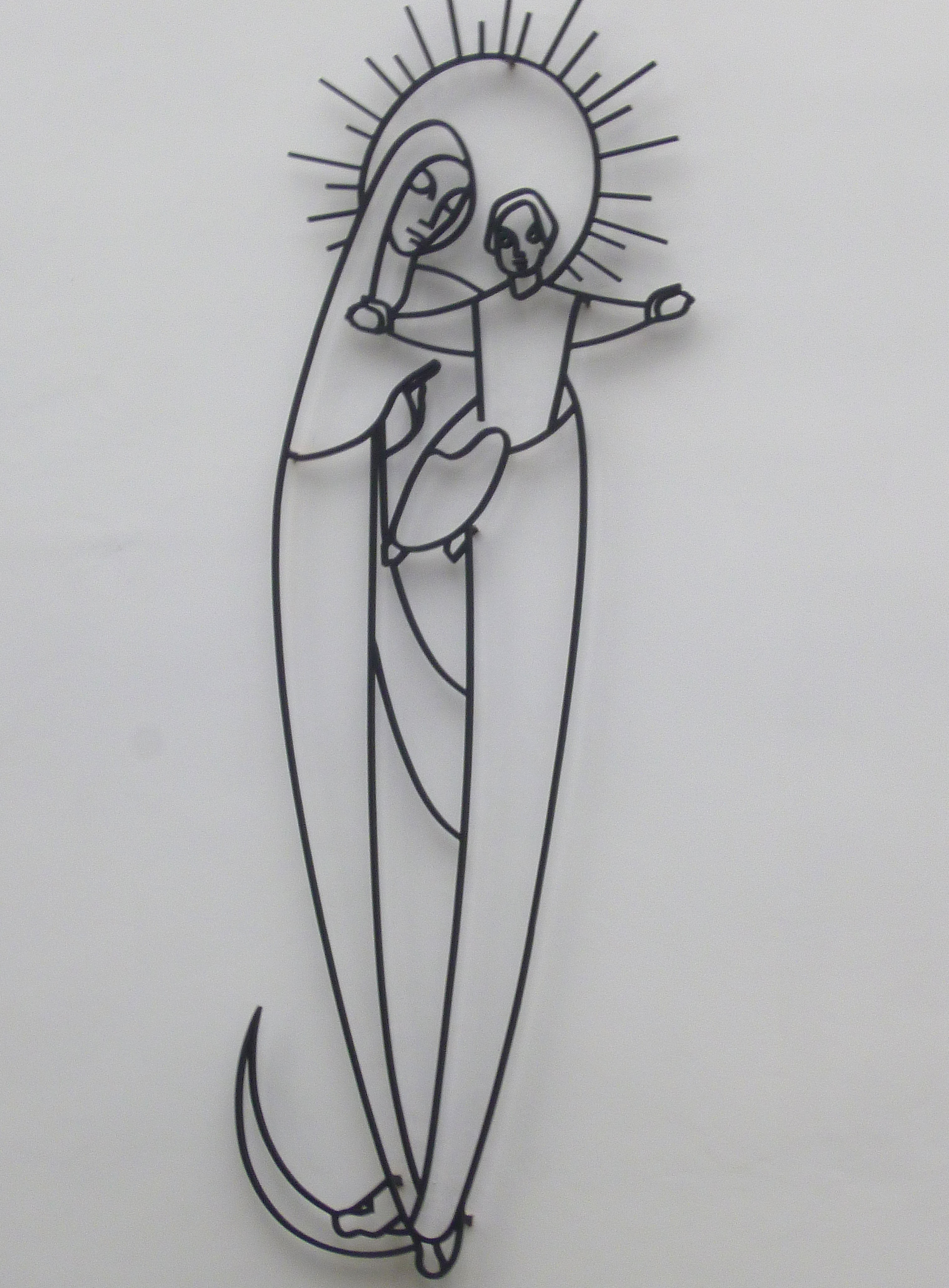
Mondsichelmadonna am Hauptbau

Den modernen, auf einem oktogonalen Grundriss stehenden hell verputzten Kirchenbau zeichnet eine klare sachliche Formensprache aus. Unter dem kupferverblendeten Flachdach verläuft ein Kranz von Buntglasfenstern.
Im Innenraum kontrastiert die weiße Brüstung der Nord- und Westempore mit dem roten Farbton der ziegelverblendeten Wände.
Die aus der zweiten Hälfte des 15. Jahrhunderts stammende Madonnenfigur wurde aus der alten Kirche in der Alfred-Reinhardt-Straße übernommen.
Das Kreuzigungsgemälde aus der Mitte des 18. Jahrhunderts ist ein Werk von Christian Wilhelm Ernst Dietrich.
Die 14 Kreuzwegbilder sind Kopien der Arbeiten der Mainzer Künstlerin Evamaria Brückner von Eiff aus dem Jahr 1971.
Der Nienburger Bildhauer Werner Nickel, der die Errichtung und Ausstattung der Kirche begleitete, schuf den Altar, die Christusfigur und den Tabernakel.
Die Kirche verfügt über eine mechanische Orgel mit 15 Registern auf zwei Manualen, die aus der Orgelbauwerkstatt Kühn aus Merseburg stammt.
Das gleiche Architektenkollektiv entwarf parallel zur St.-Marien-Kirche auch die Kirchen St. Mechthild (Magdeburg) und St. Adalbert (Magdeburg).